# سیدنی فلانیگان
سیدنی فلانیگان (به انگلیسی: Sidney Flanigan) (زاده ۱۹ اکتبر ۱۹۹۸) بازیگر، خواننده و ترانه‌سرای آمریکایی است.  

## زندگی‌نامه
سیدنی در شهر بوفالو، نیویورک متولد شد.  در سال ۲۰۲۰، او اولین تجربهٔ بازیگری خود را با بازی در نقش آتام در فیلم هرگز به ندرت گاهی همیشه، به کارگردانی الیزا هیتمن به دست آورد. 

## فیلم‌شناسی
- ۲۰۲۰: هرگز به ندرت گاهی همیشه